# 木崎徹
木崎 徹（きざき とおる、1954年11月6日 - ）は、日本の放送作家、音楽プロデューサー。東京都台東区黒門町(上野一丁目）出身。別名：苦楽健人。従兄弟は音楽プロデューサーの木崎賢治。

## 人物
大学生の頃、ザ・ワイルドワンズのマネージャーを務め、日本テレビの「11PM」などのADも担当する。その後は放送作家で活躍し、フジテレビの「夜のヒットスタジオ」では、他の音楽番組では出演しないロック系アーティストを出演させるなどして、伸び悩んでいた視聴率を回復させるようになった。

## 主な作家構成・プロデュース
テレビ番組
- うるとら7:00（日本テレビ） - 構成
- 夜のヒットスタジオDELUXE → 夜のヒットスタジオSUPER（フジテレビ） - 1987年から番組終了まで - 構成
- 遊行見聞録（テレビ朝日） - 構成
- 男²（フジテレビ） - 構成
- 仰天!くらべるトラベル（TBS）
- クイズ!家族でGO!!（TBS）
- タミヤRCカーグランプリ（テレビ東京）
- BS流行歌最前線（NHK BS-2） - 構成
- ポップジャム（NHK総合・BS-Hi） - 構成
- FAN（日本テレビ） - 構成
- フィギュア17 つばさ&ヒカル（AT-X） - 音楽プロデューサー
- クエスト〜探求者たち〜 - 音楽プロデューサー。構成やプロデュースを担当した回もある。
- 日本ゴールドディスク大賞 - スーパーバイザー

その他
- 60 CANDLES - 加山雄三の60歳の誕生日を記念して制作されたトリビュート・アルバムのプロデュースを担当。
- Mr.No1se - モノマネタレント。芸名を名付ける。
- スーパーマン - ケムコより1987年に発売されたファミコンソフト。当時の広告ではシナリオ担当と表記。EDではSpecial Thanksとしてクレジットに登場する。
- バブルガム・ブラザーズ - 結成時から関与している。
- ディズニー・トリビュートアルバム We Love Mickey〜ハッピー70th アニバーサリー（1998年）